# Lillebrænde Kirke
Lillebrænde Kirke ligger i landsbyen Lillebrænde ca. 4 km V for Stubbekøbing (Region Sjælland).

## Eksterne kilder og henvisninger
- Wikimedia Commons har flere filer relateret til Lillebrænde Kirke
- Lillebrænde Kirke Arkiveret 31. januar 2011 hos  Wayback Machine på nordenskirker.dk
- Lillebrænde Kirke på KortTilKirken.dk
- Lillebrænde Kirke på danmarkskirker.natmus.dk (Danmarks Kirker, Nationalmuseet)